# Institut für Kirchenbau und kirchliche Kunst der Gegenwart
Das Institut für Kirchenbau und kirchliche Kunst der Gegenwart (KBI) an der Philipps-Universität Marburg war ein Forschungslabor für zeitgenössische Kunst, Architektur und zeitgemäße Darstellungsformen von Kirche. Es bestand seit 1961 als Einrichtung der EKD zur „wissenschaftlichen Reflexion von Religion und Ästhetik, Kirche und Kunst“. Ein interdisziplinäres Team forschte dort an der Schnittstelle von Kunstwissenschaft und Praxis, Architektur, Theologie, Geistes- und Kunstwissenschaft und universitärer Lehre sowie Reflexion von Gegenwartskunst und Architektur. Das Institut war verantwortlich für die Organisation der Evangelischen Kirchbautage. Gemeinsam mit dem Institut für Kunstwissenschaft der Universität Linz gab es die Zeitschrift Kunst und Kirche. Magazin für Kritik, Ästhetik und Religion heraus. Im Jahr 2022 wurde das Institut dauerhaft geschlossen.

## Geschichte des Instituts
Gründungsdirektor des Instituts war von 1961 bis 1965 Heinrich Laag, gefolgt von Hans-Eckehard Bahr (1966/67) und Rainer Volp (1972–75). Von 1980 bis 2006 hatte der Philosoph, Kurator und Professor für Praktische Theologie Horst Schwebel das Amt inne. Von 2007 bis 2022 leitete Thomas Erne, Professor für Praktische Theologie, das Institut.
Seit 2010 war das Institut in der Alten Universität untergebracht. Der Umbau erfolgte durch Bayer Uhrig Architekten. Vom Berliner Grafikbüro Apfel Zet wurde eine Tapete für das Institut entworfen und von der Marburger Tapetenfabrik umgesetzt. Da sie sich auf die neogotischen Fenstermotive der Alten Universität vom Architekten Carl Schäfer bezieht, wurde sie auch als „Neo-Neo-Gotik“ bezeichnet. Eine Spezialbibliothek umfasste Publikationen zu moderner und zeitgenössischer Kunst und Architektur, Kirchenbau, Medientheorie und ästhetischer Theorie sowie eine Auswahl von Fachzeitschriften der Kunst und Architektur. Ein Bildarchiv mit Dias und Fotografien zum Kirchenbau seit der Moderne wurde mit dem DDK Bildarchiv Foto Marburg erschlossen und im Bildindex der Kunst und Architektur digitalisiert.

## Kirchbautage und Forschung zu moderner und zeitgenössischer Architektur
Eine Aufgabe des Forschungsinstituts war die Analyse zeitgenössischer Kunst und performativer Praktiken sowie der Architektur und des Sakralbaus. Dies zeigte sich in den Kirchbautagen. Durch Vorträge aus den Themenfeldern Architektur, Kunst, Soziologie und Stadtplanung befassten sich Kirchbautage mit der Analyse aktueller gesellschaftlicher Prozesse, Strukturwandel von Gesellschaft und Religionen und dem Funktionswandel kirchlicher Gebäude. Schwerpunktthemen der Architekturforschung am KBI waren beispielsweise multireligiöse Räume, Räume der Stille oder Autobahnkirchen. In gemeinsamen Projekten und Workshops arbeitete das KBI regelmäßig interdisziplinär mit anderen Universitäten und Kunst- und Fachhochschulen zusammen, beispielsweise zu neuen Entwürfen des von Meinhard von Gerkan entworfenen Christuspavillions mit der Bauhausuniversität Weimar (2020) oder zur Werkstatt Wittenberg mit den Architekturfakultären der Technischen Universität Dresden, der Technischen Universität Kaiserslautern und der Technischen Universität München (2017). Gemeinsam mit der Wüstenrot Stiftung wurde dort der Funktionswandel von Gebäuden untersucht und neue Modelle entworfen. Als theoretische Grundlage prägte Thomas Erne den Begriff der hybriden Räume der Transzendenz für Gebäudeformen, die gleichzeitig künstlerische und religiöse Rezeptionsweisen zulassen.

## Ausstellungen, Performances und Forschung zu Gegenwartskunst
Der zweite Schwerpunkt des Instituts war die Analyse von Gegenwartskunst und die eigene künstlerische und kuratorische Praxis in der Performance- und Ausstellungsreihe Liturgy Specific Art sowie durch das kuratorische Team des KBI organisierten Ausstellungen. Seit 2011 wurden Gegenwartskünstler eingeladen, sich sakrale Räume temporär und ortsspezifisch anzueignen. Es fanden beispielsweise Ausstellungen und Performances mit Thomas Putze (2011), Ulrike Flaig (2012), Benjamin Zuber (2018), Axel Malik (2019), Tizian Baldinger (2021) oder huber.huber (2022) statt.
2018 startete die Veranstaltungsreihe des Bildertags, in der – unter anderem durch Sybille Krämer, Hans Belting und Dirk Westerkamp – Bildwissenschaft, Kunstwissenschaft, Philosophie und Theologie zum Thema „Bild und Text“ in den Dialog gebracht wurden. Die Bildertage werden gemeinsam mit dem Rudolf-Bultmann-Institut für Hermeneutik organisiert. Monatlich zeigte die Rubrik „Künstler*in des Monats“ Gegenwartskunst im Dialog mit Religion.
Dem Architekten Meinhard von Gerkan wurde eine Ausstellung anlässlich des 40-jährigen Bestehens des Instituts und der Verleihung der Ehrendoktorwürde des Fachbereichs Evangelische Theologie der Philipps-Universität Marburg am 14. November 2002 gewidmet. Diese fand unter dem Titel Geometrie der Stille im Marburger Museum für Kunst und Kulturgeschichte 2002 statt.

## Ausstellungen (Auswahl)
- 2002: Geometrie der Stille, Meinhard von Gerkan, Museum für Kunst und Kulturgeschichte Marburg
- 2010: ANSICHTSSUCHE mit den Kurativen (Studentinnen des Kunstgeschichtlichen Instituts Marburg) und junger Gegenwartskunst
- 2011: GRENZWERTIG mit Andrea Uhrig
- 2012: SCHWELLENKUNDE mit Benita Joswig
- 2012: Geben und Nehmen mit Gabi Erne
- 2012: Himmelsbilder mit Doris Conrads
- 2013: Multireligiöse Räume mit dem Deutschen Dokumentationsarchiv Bildarchiv Foto Marburg
- 2013: PEIN mit Dorothea Seror
- 2013: AGGREGAT. CONGREGAT. THE GOLDEN TUBE mit Stefan Becker-Schmitz
- 2014: Manual: der therapeutische Aspekt des Gerichtsgedankens mit Wolfgang Kaiser
- 2015: Heimat mit Valeska Schulz
- 2015: Chorgewandt mit Marie-Luise Frey
- 2016: Liebst du mich? mit Sebastian Bienieck
- 2018: THERE AM I IN THE MIDST OF THEM mit Benjamin Zuber
- 2019: Passion.com#fühlstdunoch? mit Marlena Kellogg und Martin Wöllenstein
- 2019: Unendliches Alphabet mit Axel Malik
- 2019: Ich schreibe dir mit eigener Hand mit Valeska Schulz und Gabi Erne
- 2021: Stückwerk.Werkstück mit Kyra Spieker
- 2021: LOVE ME mit Tizian Baldinger
- 2022: IMAGINE mit huber.huber

## Veröffentlichungen (Auswahl)
- Andrea Dreyer, Ana Maria Vallejo, Dorothea von Kiedrowski, Sabine Zierold mit dem Institut für Kirchenbau und kirchliche Kunst der Gegenwart (Hrsg.): Zukunftsvisionen. Zur Fenstergestaltung des Christus-Pavillons im Kloster Volkenroda (KBI 13), Weimar 2021.
- Bettina-Maria Mueller, Marie Bauer, Celica Fitz, Annette Plaz mit dem Institut für Kirchenbau und kirchliche Kunst der Gegenwart (Hrsg.): Werkstatt Wittenberg. Ein Labor zum Kirchenbau (KBI 12), Weimar 2020.
- Ralf Liptau und Thomas Erne mit dem Institut für Kirchenbau und kirchliche Kunst der Gegenwart (Hrsg.): LICHT – Material und Idee im Kirchenbau (KBI 11), Weimar 2017
- Peter Noss, Christian Bracht und Thomas Erne mit dem Institut für Kirchenbau und kirchliche Kunst der Gegenwart (Hrsg.): Open Spaces. Räume religiöser und spiritueller Vielfalt (KBI 10), Weimar 2016
- Institut für Kirchenbau und Institut für Kirchenbau und kirchliche Kunst der Gegenwart (Hrsg.): 28. Ev. Kirchbautag München 2014. Evangelisch präsent – Kirche gestalten für die Stadt (KBI 9), Marburg 2016
- Martin Hein, Thomas Erne mit dem Institut für Kirchenbau und kirchliche Kunst der Gegenwart (Hrsg.): Es braucht nichts als Stille. Der Architekt Meinhard von Gerkan in Hofgeismar (KBI 8), Marburg 2015.
- Katharina Scholl, Gerhard Neumann und Thomas Erne mit dem Institut für Kirchenbau und kirchliche Kunst der Gegenwart (Hrsg.): Predigt Slam (KBI 7), Marburg 2015
- Thomas Erne mit dem Institut für Kirchenbau und kirchliche Kunst der Gegenwart (Hrsg.): Martin Elsaesser und der moderne Kirchenbau heute (KBI 06), Marburg 2014
- Thomas Erne und Jörg Probst mit dem Institut für Kirchenbau und kirchliche Kunst der Gegenwart (Hrsg.): Beton – Material und Idee im Kirchenbau (KBI 05), Marburg 2014
- Petra Dais, Florian Schirrmacher und Thomas Erne mit dem Institut für Kirchenbau und kirchliche Kunst der Gegenwart (Hrsg.): Spirit now. Performance zu Pfingsten (KBI 04), Marburg 2013

- Thomas Erne mit dem Institut für Kirchenbau und kirchliche Kunst der Gegenwart (Hrsg.): Kirchenraum-Freiraum-Hoffnungsraum. Dokumentation des 27. Ev. Kirchbautags in Rostock (KBI 03), Marburg 2012
- Thomas Erne mit dem Institut für Kirchenbau und kirchliche Kunst der Gegenwart (Hrsg.): Alte Universität Marburg : Sanierung des Instituts für Kirchenbau und Kirchliche Kunst der Gegenwart. 2010
- Thomas Erne mit dem Institut für Kirchenbau und kirchliche Kunst der Gegenwart (Hrsg.): Protestantischer Kirchenbau mit Zukunft? Dokumentation des Kirchbautags in Darmstadt (KBI 02), Darmstadt 2010
- Thomas Erne mit dem Institut für Kirchenbau und kirchliche Kunst der Gegenwart (Hrsg.): Mobile Kirchen (KBI 01), Marburg 2010
- Horst Schwebel (Hrsg.): Über das Erhabene im Kirchenbau Lit, Münster 2004
- Meinhard von Gerkan: Geometrie der Stille. Verl. Das Beispiel, Darmstadt 2002
- Horst Schwebel und Matthias Ludwig (Hrsg.): Kirchen in der Stadt 2 Bände, Institut für Kirchenbau und kirchliche Kunst der Gegenwart, Marburg 1994 und 1996
- Horst Schwebel und Heinz Ulrich Schmidt (Hrsg.): Elisabeth aus der Sicht junger Künstler Elwert, Marburg 1983
- Institut für Kirchenbau und kirchliche Kunst der Gegenwart (Hrsg.): Funktionswandel und Raumstruktur, zur Mehrzwecknutzung gottesdienstlicher Räume, 1974
- Institut für Kirchenbau und kirchliche Kunst der Gegenwart (Hrsg.): Sichtbare Kirche. Gütersloher Verlagshaus Mohn, 1973
- Institut für Kirchenbau und kirchliche Kunst der Gegenwart (Hrsg.): Ökumenisch planen.Gütersloher Verlagshaus Mohn, 1973